# Perdrix de Hey
Ammoperdix heyi
Espèce
Statut de conservation UICN

 LC  : Préoccupation mineure
La Perdrix de Hey (Ammoperdix heyi) est une espèce d'oiseaux de la famille des Phasianidae.

## Nomenclature
Son nom est attribué au chirurgien et collectionneur allemand Michael Hey (1798–1822).

## Répartition et sous-espèces
- A. h. heyi (Temminck, 1825) — la forme nominative rencontrée en Jordanie, en Israël, sur le Sinaï, dans le nord et le centre de l’Arabie Saoudite
- A. h. intermedius Hartert, 1917 — ouest de l’Arabie Saoudite, du Yemen et d’Oman. elle est plus foncée que la forme nominative, plus brun-rouge.
- A. h. nicolli Hartert, 1919 — nord de l’Egypte ; elle n’a pas de taches blanches sur les lores et le front.
- A. h. cholmleyi Ogilvie-Grant, 1897 — sud de l’Egypte et nord du Soudan. elle est beaucoup plus foncée que la forme nominative et n’a pas de taches blanches sur les lores et le front.

## Habitat

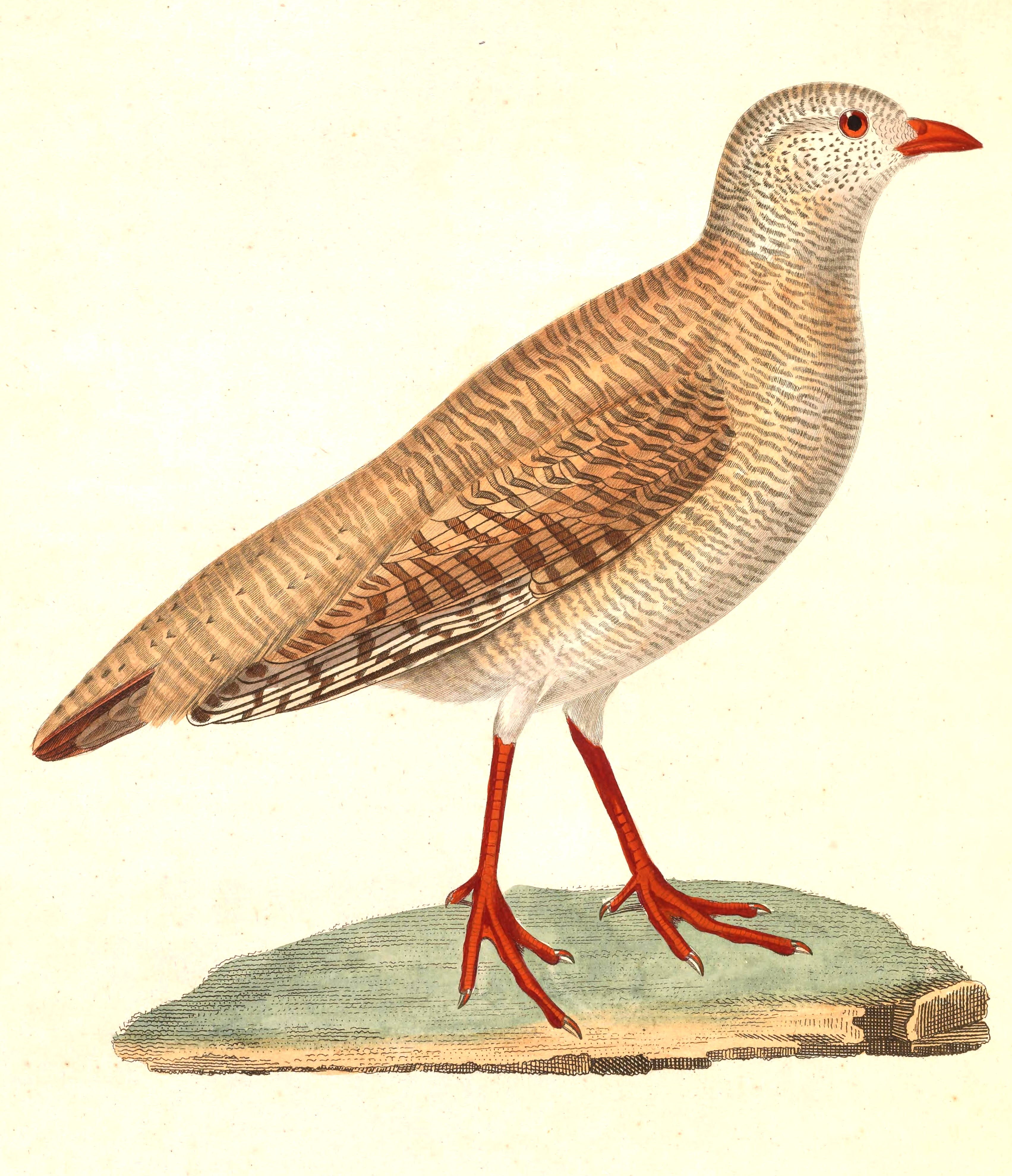
Une femelle.

Cette espèce est inféodée aux collines rocailleuses à végétation éparse situées non loin des oueds, les oasis à acacias. Elle évite les plaines mais elle est parfois attirée par les zones cultivées dans les déserts, à proximité d’un point d’eau (Hue & Etchecopar 1970).

## Mœurs
La perdrix de Hey vit  dans les rochers. Ses mœurs sont similaires à ceux de la perdrix si-si. Elle se tient en couples ou en compagnies d’une dizaine d’oiseaux, parfois plus. En cas d’alerte, elles hésitent à s’envoler et préfèrent courir pour se dissimuler dans les rochers sur lesquels elles grimpent très bien et à l’ombre desquels elles s’abritent aux heures les plus chaudes de la journée. Elle se nourrit de graines, baies et invertébrés.

## Voix
D’après Hue et Etchecopar (1970), le chant évoque le bruit de deux pierres que l’on frapperait l’une contre l’autre. Madge et McGowan (2002) l’ont décrit comme l’onomatopée watcha-watcha-watcha. Il existe un autre cri d’alerte, semblable à un glapissement kiou-kiou-kiou-kiou.

## Nidification
Le nid est une simple dépression dans le sol, souvent sous un rocher, une touffe d’herbe ou un arbuste. En Israël, la distance minimale entre deux nids est de 70 m, plus rarement 30 m.   La ponte a lieu de février en août en Israël, en avril en Arabie. Le mâle aiderait la femelle pour l’élevage des jeunes. Les années favorables, c’est-à-dire lorsque l’hiver a été pluvieux, la perdrix de Hey peut faire deux nidifications (Hue & Etchecopar 1970).

## Statut, conservation
Cette perdrix est localement commune mais très chassée en certains endroits. La population peut donc être importante si l’espèce est protégée (Israël) ou disséminée dans le cas contraire. Bien que la chasse soit interdite dans le sud ouest de l’Arabie Saoudite, la distribution y est assez fragmentée en raison de la destruction de l’habitat due au surpatûrage ou à des aménagements pour l’écotourisme. La restauration de l’habitat est une priorité (Hennache & Ottaviani 2011).